# نا هه می
نا هه می (کره‌ای: 나혜미؛ زادهٔ ۲۴ فوریه ۱۹۹۱) بازیگر و مدل اهل کره جنوبی است. او نخستین بازیگری خود را در سن ۱۰ سالگی در فیلم آدرس نامعلوم انجام داد. پس از ضربه عالی توقف‌ناپذیر، هه می وقفه‌ای طولانی در بازیگری‌اش ایجاد کرد تا به تکمیل تحصیلاتش بپردازد. هه می مدل تبلیغات تلویزیونی مختلفی همچون سامسونگ نوت‌بوک ام، کیا مورنینگ، آکیوویو، کی‌بی کارت و همچنین مجلاتی همچون ال گرل، سه‌سی، وگ و کاسموپولیتن بوده‌است.

## زندگی شخصی
در سال ۲۰۱۴، گزارش شد که نا هه می و اریک مون از گروه شینهوا قرار می‌گذارند. با اینحال هر دوی آنها در آن زمان این رابطه را تأیید نکردند. در اواخر فوریه ۲۰۱۷، گمانه زنی‌هایی دربارهٔ رابطه این دو نفر منتشر شد که این دو از سال ۲۰۱۴ رابطه خود را حفظ کرده‌اند. اریک مون و نا هه می از طریق آژانس‌هایشان رابطه خود را تأیید کردند. این زوج در ۱ ژوئیه ۲۰۱۷ در کلیسای یونگناک در سئول، کره جنوبی ازدواج کردند.
در ۲۳ اوت ۲۰۲۲، شش سال پس از ازدواج این زوج، تأیید شد که نا هه می نخستین فرزندشان را باردار است.